# Siphamia woodi
Siphamia woodi är en fiskart som först beskrevs av Mcculloch 1921.  Siphamia woodi ingår i släktet Siphamia och familjen Apogonidae. Inga underarter finns listade i Catalogue of Life.